# Grădina
Grădina è un comune della Romania di 1 173 abitanti, ubicato nel distretto di Costanza, nella regione storica della Dobrugia.
Il comune è formato dall'unione di 3 villaggi: Casian, Cheia, Grădina.